# Agnesiella bupa
Agnesiella bupa är en insektsart som beskrevs av Irena Dworakowska 1994. Agnesiella bupa ingår i släktet Agnesiella och familjen dvärgstritar. Inga underarter finns listade i Catalogue of Life.